# Mieczysław Rybczyński
Mieczysław Szczęsny Rybczyński (ur. 20 listopada 1873 w Stanisławowie, zm. 23 stycznia 1937 w Warszawie) – polski inżynier hydrotechnik, zasłużony dla prac regulacyjnych górnych biegów rzek południowej Polski, wielokrotny kierownik Ministerstwa Robót Publicznych w latach 1922-1926.

## Życiorys

### Młodość
Mieczysław Rybczyński przyszedł na świat 20 listopada 1873 r. w Stanisławowie jako syn Jana i Ludwiki z Sedelmajerów. Ukończył gimnazjum klasyczne w Kołomyi, po czym wstąpił na Wydział Inżynierii Lądowo-Wodnej Szkoły Politechnicznej we Lwowie. Działał w tajnym ruchu niepodległościowym na obszarze Galicji. Dzięki wybitnym zdolnościom, jeszcze jako student w roku akademickim 1896/1897 został asystentem prof. Karola Skibińskiego w Katedrze Budowy Dróg i Kolei. W roku poprzednim był prezesem Towarzystwa Bratniej Pomocy Studentów swojej uczelni. Dyplom inżyniera uzyskał w 1897. Przez następne dwa lata pracował przy budowie kolei Czortków-Zaleszczyki jako kierownik budowy. Od 21 IX 1899 do 31 XII 1918 r. pracował w Państwowej Dyrekcji Budownictwa Wodnego w Galicji kolejno jako adiunkt, od 1 I 1904 jako inżynier i od 20 VIII 1909 r. starszy inżynier, radca budownictwa i szef dep. wodnego w Namiestnictwie we Lwowie. Zajmował się wówczas sprawami hydrotechniki, studiów wodnych, wodociągów i kanalizacji. W początkowym okresie swojej inżynierskiej praktyki (1902-1904) opracował projekty regulacji prawobrzeżnych dopływów górnego Dniestru i górnej Wisły, później w latach 1904-1912 projekty regulacji Stryja, Świcy, Bystrzycy Nadwórniańskiej i Bystrzycy Sołotwińskiej, Łomnicy i pracami tymi kierował. Od 1900 był członkiem Towarzystwa Szkoły Ludowej a od 1913 członkiem Polskiego Towarzystwa Przyrodników im. Mikołaja Kopernika we Lwowie.

### W II Rzeczypospolitej
W listopadzie 1918 brał udział w bitwie o Lwów jako członek straży obywatelskiej w służbie kwatermistrzowskiej, za co został odznaczony odznaką "Orląt". Od 8 lutego 1919 do 24 grudnia 1920 pracował w Ministerstwie Robót Publicznych na stanowisku szefa sekcji administracyjnej, po czym od 15 grudnia 1921 pełnił funkcję p.o. podsekretarza stanu MRP, a z kolei – na wniosek ministra Gabriela Narutowicza – został rzeczywistym podsekretarzem stanu. Dnia 31 sierpnia 1922 objął kierownictwo MRP w gabinecie Juliana Nowaka i na stanowisku tym pozostał do 30 września 1922. Ponownie był kierownikiem tego resortu od 19 grudnia 1925 do 14 grudnia 1925 w gabinecie Władysława Grabskiego. Po raz trzeci pełnił tę funkcję w gabinecie Aleksandra Skrzyńskiego od 7 lutego 1926 do 13 lutego 1926 i po raz czwarty w tym samym rządzie od 20 kwietnia 1926 i w następnym – Wincentego Witosa do chwili dymisji jego rządu (14 maja 1926) wskutek przewrotu majowego.
14 maja 1926 wraz z całym rządem i prezydentem RP Stanisławem Wojciechowskim uczestniczył w przemarszu z Belwederu przez Park Łazienkowski do Wilanowa, ale obok ministrów Józefa Radwana i Adama Chądzyńskiego w parku odłączył się od maszerującej kolumny.
W latach 1923–1926 prowadził rozmowy z ekspertami z Ligi Narodów na temat rozbudowy dróg wodnych w Polsce i włączeniu ich do systemu europejskiego. Na okres jego pracy w MRP przypada uchwalenie przez Sejm (19 września 1922 r.) Ustawy Wodnej, która zastąpiła przepisy prawne byłych państw zaborczych. Była ona wówczas najbardziej wszechstronną w Europie ustawą dotycząca własności, użytkowania i utrzymania wód oraz ich brzegów, organizacji spółek wodnych, ochrony przed powodzią itd. Na mocy tej ustawy powołano jednolitą administrację wodną, a całokształt spraw gospodarki wodnej powierzony został Ministrem Robót Publicznych. Karierę polityczną zakończył po zamachu majowym. Jego pamiętniki z tego okresu ukazały się dopiero w roku 1988 w paryskich Zeszytach Historycznych.

### Praca na Politechnice
Równolegle z działalnością publiczną i polityczną już w roku 1919 związał się z Politechniką Warszawską jako docent w Katedrze Budownictwa Wodnego na Wydziale Inżynierii Wodnej. 8 czerwca 1920 r. został profesorem nadzwyczajnym, ale z proponowanej katedry zrezygnował w związku z powołaniem Go na stanowisko wiceministra. W roku 1926 został profesorem zwyczajnym i kierownikiem II Katedry Budownictwa Wodnego, w której pracował do końca swoich dni. Zakres prac katedry obejmował całokształt zagadnień inżynierskich związanych z zabudową wód płynących wraz z ich zastosowaniem do celów melioracyjnych i żeglugowych. Wykłady obejmowały hydrologię, regulację rzek i sprawy wody jako środowiska komunikacji, a wśród nich sposoby pokonywania wysokości za pomocą "śluz" komorowych, kanalizację rzek, budowę kanałów żeglugowych, portów, przystani i bulwarów. W roku 1926 przystąpił do urządzania laboratorium wodnego (zburzone zostało niestety w czasie Powstania Warszawskiego), które powstało w gmachu głównym Politechniki i było wówczas pierwszą tego typu placówką w Polsce. W zorganizowanym laboratorium wodnym wykonano między innymi badania przelewów dla zapory wodnej na Sole w Porąbce (budowanej w latach 1921-1936), oraz na Dunajcu w Rożnowie (budowanej w latach 1935–1939 a ukończonej podczas okupacji w 1941 r.), a także badania przelewów burzowych dla Warszawy. Począwszy od 1916 r. prof. Rybczyński ogłaszał swoje prace w formie artykułów w prasie naukowej i technicznej, wydawał również podręczniki i książki. W 1923 r. w Politechnice Warszawskiej wydał pierwszy skrypt z hydrologii, a w latach 1933-1939 ukazał się napisany wspólnie z prof. Karolem Pomianowskim i doc. Kazimierzem Wóycickim trzytomowy podręcznik „Hydrologia”. Czwarty tom ukazał się dopiero w roku 1947. Profesor jest autorem ponad 40 publikacji, w tym artykułów o tematyce gospodarczej i historycznej dotyczących konieczności dostępu Polski do morza oraz potrzeby budowy dróg wodnych.

### Lata 1926-1937

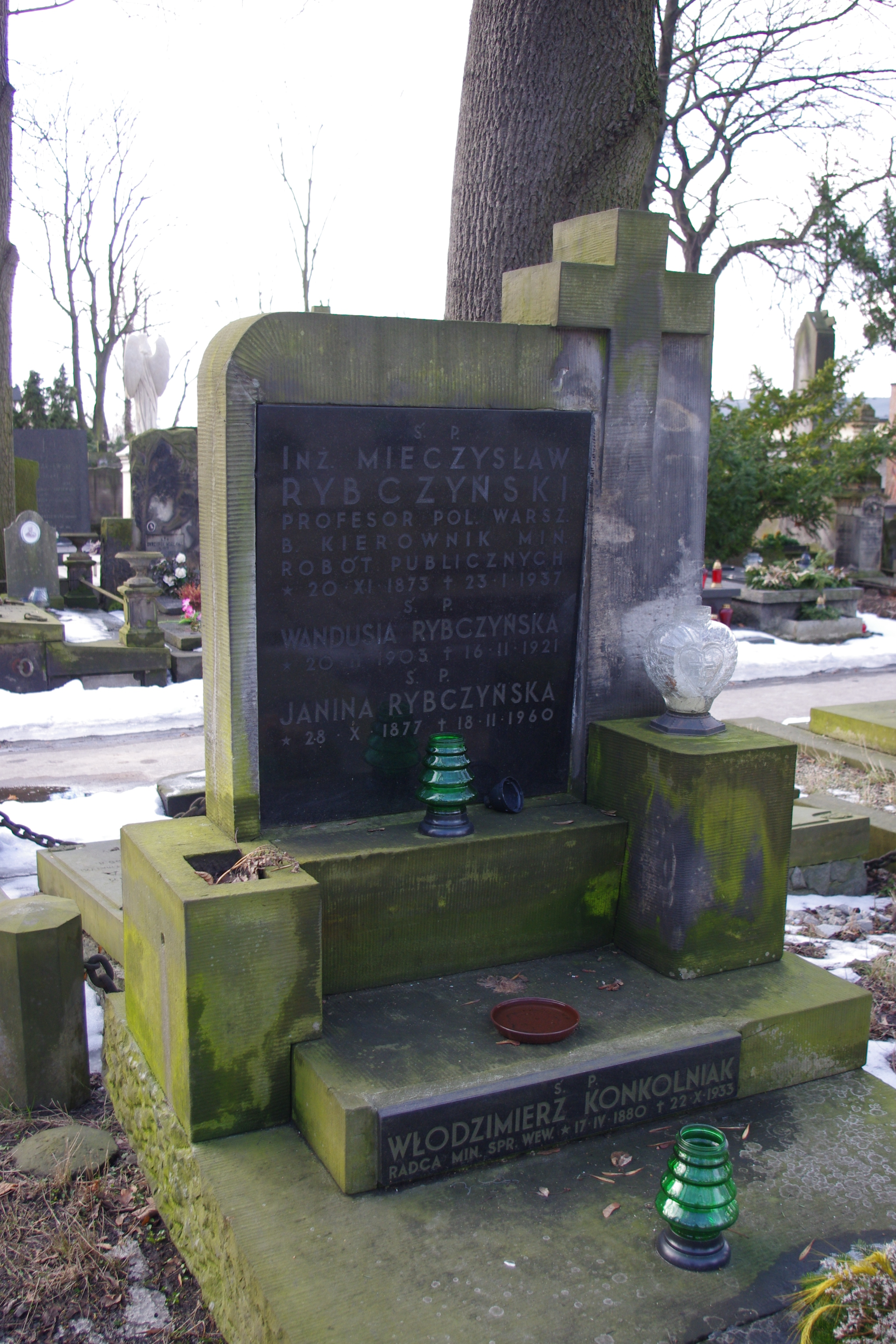
Grób prof. Mieczysława Rybczyńskiego na cmentarzu Powązkowskim w Warszawie przed renowacją

W latach międzywojennych M. Rybczyński był konsultantem przy budowie Gdyni i portów rybackich na Bałtyku. Pełnił również funkcje rzeczoznawcy przy opiniowaniu ówczesnych projektów regulacji rzek polskich, szczególnie dolnej Wisły. Charakterystyczną cechą wszystkich projektów i ekspertyz wykonanych przez prof. Rybczyńskiego było należyte uwzględnienie tak ekonomicznej strony danego przedsięwzięcia jak i uwzględnienie ogólnych interesów kraju. Prof. Rybczyński był członkiem Rady Technicznej dla Spraw Morskich przy ministrze przemysłu i handlu (od 1931 r.), rzeczoznawcą w Radzie Technicznej przy ministrze komunikacji, przewodniczącym Komisji Wodnej Polskiego Komitetu Energetyki. Na I Zjeździe Hydrotechnicznym w Warszawie w roku 1928 zainicjował powołanie Stowarzyszenia Członków Kongresu Gospodarki Wodnej, a po jego powstaniu wybrany został na prezesa. Przez kilka lat był prezesem Polskiego Towarzystwa Geofizycznego. W 1933 r. powołany został na członka korespondenta, a w 1936 r. na członka rzeczywistego Akademii Nauk Technicznych. Był założycielem i pierwszym przewodniczącym komitetu redakcyjnego czasopisma „Gospodarka Wodna”.
Bardzo ważną cechą prof. Mieczysława Rybczyńskiego była umiejętność harmonijnego współżycia z ludźmi. Szczególnie było to widoczne we współpracy z kierownikiem I Katedry Gospodarki Wodnej, prof. Karolem Pomianowskim. Razem tworzyli wyjątkowy zespół bardzo dobrze współpracujących ze sobą profesorów, asystentów i studentów. Pozwoliło to na wykształcenie licznej grupy świetnie przygotowanych do zawodu hydrotechników. Należał do nielicznej grupy ludzi, którzy nie mieli wrogów a nawet osób niechętnych sobie. Jako człowiek prawy cieszył się sympatią i był lubiany przez otoczenie.
Został pochowany na cmentarzu Powązkowskim (kwatera 68-V-10).

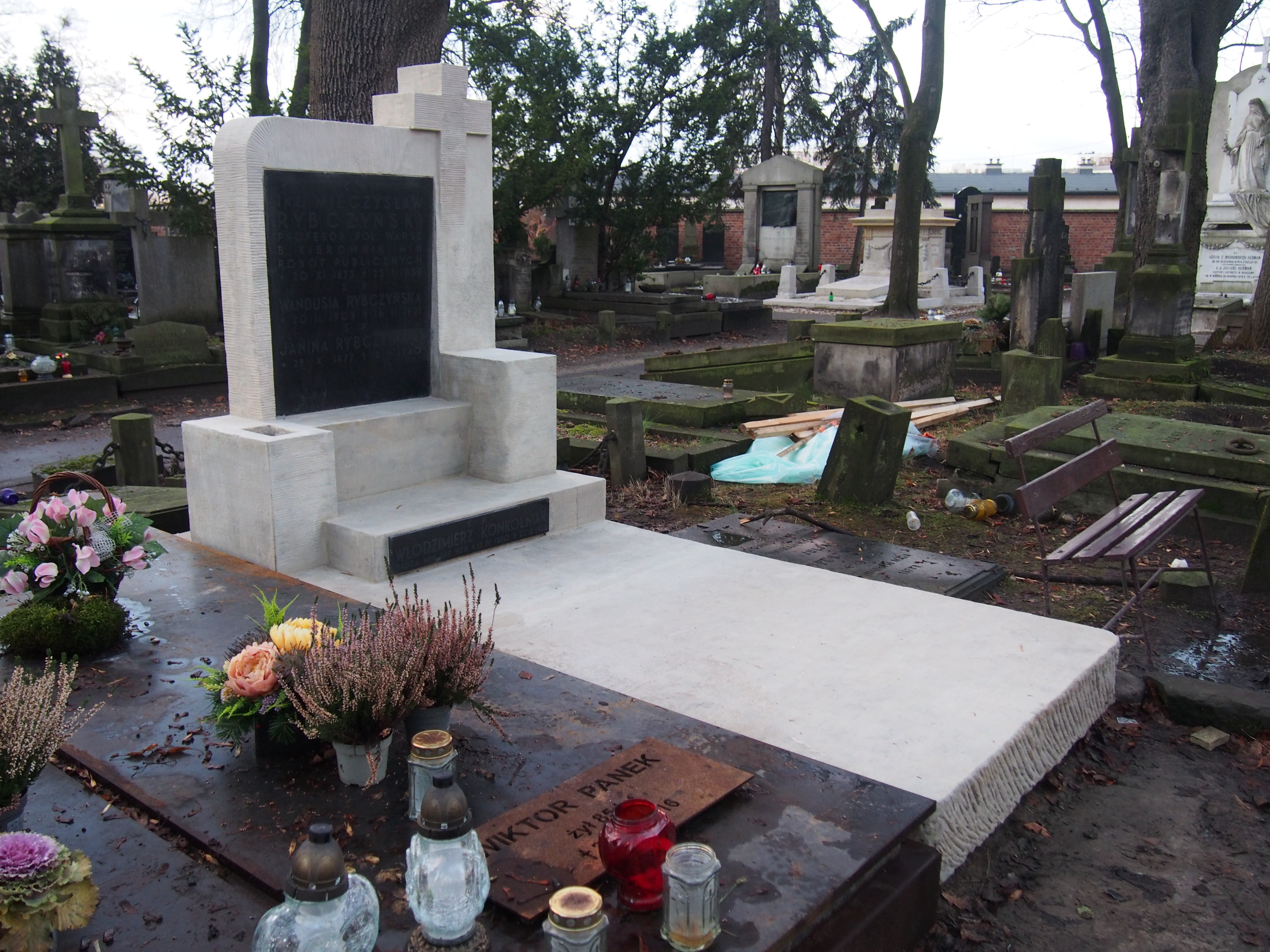
Grób prof. Mieczysława Rybczyńskiego po renowacji

W 2022 roku z inicjatywy premiera Mateusza Morawieckiego grób ministra Rybczyńskiego został odrestaurowany. Cały projekt został realizowany przez Fundację Stare Powązki we współpracy z Kancelarią Prezesa Rady Ministrów. 

## Zatrudnienie
- Od 19 XII 1923 r. do 14 XI 1925 r. – kierownik – minister robót publicznych.
- Od 07 II 1926 r. do 13 II 1926 r. – kierownik – minister robót publicznych.
- Od 20 IV 1926 r. do 05 V 1926 r. – kierownik – minister robót publicznych.
- Od 10 V 1926 r. do 14 V 1926 r. – kierownik – minister robót publicznych.

## Ordery i odznaczenia
- Krzyż Komandorski z Gwiazdą Orderu Odrodzenia Polski (2 maja 1923)[5][6][7]
- Krzyż Niepodległości
- Odznaka Honorowa „Orlęta”[5]

## Publikacje
- "Regulacja Rzek" – Lwów 1916 r. (1919 r.)
- "Studnie" – Lwów (1916 r., 1919 r.)
- "Żegluga śródziemna i regulacja rzek w ustawodawstwie sejmów polskich" – Lwów (1916 r.)
- "Drogi wodne" – (1928 r.)
- "Hydrologia" – Warszawa (1933 r.)
- "Laboratorium wodne Politechniki Warszawskiej" – Warszawa (1933 r.)
- "Ruch towarów na Wiśle" – (1933 r.)
- "Zagadnienie regulacji Wisły i żeglugi rzecznej" – (1933 r.)
- "Wisła Pomorska" – Tor. (1934 r.)
- "Drogi wodne na Pomorzu" – Tor. (1935 r.)
- "Wisła od źródeł do morza" – Lwów (1937 r.)
- Bibliografia pełnotekstowa wybranych publikacji profesora Mieczysława Rybczyńskiego